# Houston Rockets 1992-1993
La stagione 1992-93 degli Houston Rockets fu la 26ª nella NBA per la franchigia.
Gli Houston Rockets vinsero la Midwest Division della Western Conference con un record di 55-27. Nei play-off vinsero al primo turno con i Los Angeles Clippers (3-2), perdendo poi la semifinale di conference con i Seattle SuperSonics (4-3).

## Roster
| N° | Naz.                   | Ruolo | Sportivo           | Anno | Alt. | Peso |
| -- | ---------------------- | ----- | ------------------ | ---- | ---- | ---- |
| 1  | Stati Uniti (bandiera) | G     | Scott Brooks       | 1965 | 180  | 75   |
| 7  | Venezuela (bandiera)   | A     | Carl Herrera       | 1966 | 206  | 98   |
| 10 | Stati Uniti (bandiera) | GA    | Terry Teagle       | 1960 | 196  | 88   |
| 11 | Stati Uniti (bandiera) | G     | Vernon Maxwell     | 1965 | 193  | 82   |
| 15 | Stati Uniti (bandiera) | C     | Tree Rollins       | 1955 | 216  | 107  |
| 20 | Stati Uniti (bandiera) | GA    | Kennard Winchester | 1966 | 196  | 95   |
| 21 | Stati Uniti (bandiera) | G     | Sleepy Floyd       | 1960 | 191  | 77   |
| 22 | Stati Uniti (bandiera) | G     | Winston Garland    | 1964 | 188  | 77   |
| 25 | Stati Uniti (bandiera) | A     | Robert Horry       | 1970 | 206  | 100  |
| 30 | Stati Uniti (bandiera) | G     | Kenny Smith        | 1965 | 191  | 75   |
| 33 | Stati Uniti (bandiera) | AC    | Otis Thorpe        | 1962 | 206  | 102  |
| 34 | Nigeria (bandiera)     | C     | Hakeem Olajuwon    | 1963 | 213  | 116  |
| 42 | Stati Uniti (bandiera) | AC    | Mark Acres         | 1962 | 211  | 100  |
| 50 | Stati Uniti (bandiera) | A     | Matt Bullard       | 1967 | 208  | 98   |

## Staff tecnico
- Allenatore: Rudy Tomjanovich
- Vice-allenatori: Joe Ash, Bill Berry, Carroll Dawson, John Killilea, Calvin Murphy
- Preparatore atletico: Ray Melchiorre